# 西町 (調布市)
西町（にしまち）は、東京都調布市の町名。
「丁目」の設定のない単独町名である。郵便番号は182-0032。

## 地理
調布市の中央部に位置する。
東側から時計回りに、調布市富士見町、調布市上石原、調布市飛田給、府中市白糸台、府中市朝日町、府中市多磨町、調布市野水、三鷹市大沢、に隣接する。
街区の大半を調布飛行場と東京スタジアムの敷地が占めている。

## 歴史
- 1941年4月30日　- 調布飛行場開設
- 1973年 - 在日米軍から東京調布飛行場（関東村）が返還
- 2001年3月10日　- 東京スタジアム開設

## 施設
- 調布飛行場
- 調布基地跡地運動広場
- 東京スタジアム

街区の大半を上記設備の敷地が占めている。

## 交通

### 鉄道
| 隣接する街区の駅                                      |
| ----------------------------------------------------- |
| 京王線 - 飛田給駅(KO 20) 西武多摩川線 - 多磨駅(SW 03) |

街区中央に調布飛行場が存在し、街区を南北に分断している為、目的地によって最適なアクセス手段が異なる。
街区南側境界東京スタジアム利用では飛田給駅が近いが、調布飛行場入り口自体は敷地北側となり飛田給駅が徒歩移動で最寄とならない。

### バス
- 京王バス調布営業所
- 小田急バス武蔵境営業所・狛江営業所

…が周辺の路線を運行している。
目的地によってアクセス手段が異なるため、事前調査要。